# Max Mirnyi
Max Mirnyi (Minsk, 6 de Julho de 1977) é um ex-tenista profissional da Bielorrússia. Já foi número 1 de duplas e chegou à 18ª posição no ranking de simples.
O gigante bielorrusso, conhecido pela potência de seu saque, foi o principal tenista de seu país. Em Grand Slam, conquistou seis títulos de duplas e e quatro de duplas mistas. Adicionou também ao seu currículo dois troféus de duplas do ATP Finals e uma medalha de ouro olímpica em duplas mistas.
Mirnyi começou a jogar tenis aos seis anos, com seu pai. Treinou um ano na IMG-Bollettieri Academy, academia que revelou grandes jogadores como André Agassi. Em julho de 2008, conseguiu a graduação de Direito Internacional pela Belarus State University, na Bielorrússia.
Aposentou-se em novembro de 2018, aos 41 anos.

## Grand Slam finais

### Duplas: 10 (6 títulos, 4 vices)
| Posição | Ano  | Campeonato          | Piso   | Parceiro        | Oponentes                            | Placar             |
| ------- | ---- | ------------------- | ------ | --------------- | ------------------------------------ | ------------------ |
| Campeão | 2000 | US Open             | Duro   | Lleyton Hewitt  | Ellis Ferreira Rick Leach            | 6–3, 5–7, 7–6(7–5) |
| Campeão | 2002 | US Open             | Duro   | Mahesh Bhupathi | Jiří Novák Radek Štěpánek            | 6–3, 3–6, 6–4      |
| Vice    | 2003 | Wimbledon           | Grama  | Mahesh Bhupathi | Jonas Björkman Todd Woodbridge       | 3–6, 4–6           |
| Campeão | 2005 | Roland Garros       | Saibro | Jonas Björkman  | Bob Bryan Mike Bryan                 | 2–6, 6–1, 6–4      |
| Vice    | 2005 | US Open             | Duro   | Jonas Björkman  | Bob Bryan Mike Bryan                 | 1–6, 4–6           |
| Campeão | 2006 | Roland Garros       | Saibro | Jonas Björkman  | Bob Bryan Mike Bryan                 | 6–7(5–7), 6–4, 7–5 |
| Vice    | 2006 | US Open             | Duro   | Jonas Björkman  | Martin Damm Leander Paes             | 7–6(7–5), 4–6, 3–6 |
| Vice    | 2007 | Aberto da Austrália | Duro   | Jonas Björkman  | Bob Bryan Mike Bryan                 | 5–7, 5–7           |
| Campeão | 2011 | Roland Garros       | Saibro | Daniel Nestor   | Juan Sebastián Cabal Eduardo Schwank | 7–6(7–3), 3–6, 6–4 |
| Campeão | 2012 | Roland Garros       | Saibro | Daniel Nestor   | Bob Bryan Mike Bryan                 | 6–4, 6–4           |

### Duplas Mistas: 8 (4 títulos, 4 vices)
| Posição | Ano  | Campeonato          | Piso  | Parceira          | Oponentes                        | Score              |
| ------- | ---- | ------------------- | ----- | ----------------- | -------------------------------- | ------------------ |
| Campeão | 1998 | Wimbledon           | Grama | Serena Williams   | Mahesh Bhupathi Mirjana Lučić    | 6–4, 6–4           |
| Campeão | 1998 | US Open             | Duro  | Serena Williams   | Patrick Galbraith Lisa Raymond   | 6–2, 6–2           |
| Vice    | 1999 | Aberto da Austrália | Duro  | Serena Williams   | David Adams Mariaan de Swardt    | 4–6, 6–4, 6–7(5–7) |
| Vice    | 2000 | US Open             | Duro  | Anna Kournikova   | Jared Palmer Arantxa Sánchez     | 4–6, 3–6           |
| Vice    | 2007 | Aberto da Austrália | Duro  | Victoria Azarenka | Daniel Nestor Elena Likhovtseva  | 4–6, 4–6           |
| Campeão | 2007 | US Open             | Duro  | Victoria Azarenka | Leander Paes Meghann Shaughnessy | 6–4, 7–6(8–6)      |
| Campeão | 2013 | US Open             | Duro  | Andrea Hlaváčková | Santiago González Abigail Spears | 7–6(7–5), 6-3      |
| Vice    | 2014 | Wimbledon           | Grama | Chan Hao-ching    | Nenad Zimonjić Samantha Stosur   | 6-4, 6-2           |

## Olimpíadas

### Duplas: 1 (1 ouro)
| Posição | Ano  | Campeonato | Piso  | Parceira          | Oponentes                | Placar           |
| ------- | ---- | ---------- | ----- | ----------------- | ------------------------ | ---------------- |
| Ouro    | 2012 | Londres    | Grama | Victoria Azarenka | Laura Robson Andy Murray | 2–6, 6–3, [10–8] |